# Сельское поселение Болчары
Се́льское поселе́ние Болчары — муниципальное образование в Кондинском районе Ханты-Мансийского автономного округа Российской Федерации.
Административный центр — село Болчары.

## История
Статус и границы сельского поселения установлены Законом Ханты-Мансийского автономного округа - Югры от 25 ноября 2004 года № 63-оз «О статусе и границах муниципальных образований Ханты-Мансийского автономного округа - Югры»

## Население
| 2010  | 2012  | 2013  | 2014  | 2015  | 2016  | 2017  |
| ----- | ----- | ----- | ----- | ----- | ----- | ----- |
| 2266  | ↘2182 | ↘2099 | ↘2064 | ↘2056 | ↘2038 | ↘1987 |
| 2018  | 2019  | 2020  | 2021  |       |       |       |
| ↘1957 | ↗1977 | ↘1972 | ↘1940 |       |       |       |

## Состав сельского поселения
| № | Населённый пункт | Тип населённого пункта       | Население |
| - | ---------------- | ---------------------------- | --------- |
| 1 | Алтай            | село                         | 310       |
| 2 | Болчары          | село, административный центр | ↘1470     |
| 3 | Кама             | деревня                      | ↘250      |

### Упразднённые населённые пункты
- Богданы — упразднённая в 1983 году деревня Болчаровского сельсовета. На год упразднения входила в состав Болчаровского сельсовета.